# Donald Slayton
Donald Kent Slayton (1. března 1924, Sparta, Wisconsin, USA – 13. června 1993 League City, Texas, USA) byl vojenským letcem a astronautem USA zapojeným do programu Sojuz-Apollo.

## Život

### Škola a výcvik
Donald Slayton se narodil roku 1924 ve městě Sparta ve státě Wisconsin. V roce 1942 ukončil leteckou školu a byl poslán s bombardérem A-25 do Evropy. Stal se z něj zkušený letec, který absolvoval 63 bojových letů (v Evropě 56) ještě koncem 2. světové války nad Evropou a Japonskem v 304. skupině bombardérů B-25. Po válce se rozhodl studovat. Dokázal získat diplom leteckého inženýra na Minnesotské univerzitě (University of Minnesota). Pak se stal vynikajícím vojenským zkušebním letcem u NACA na základně Edwards.
Oženil se v Los Angeles s dcerou farmáře. V roce 1957 se manželům narodil syn.
Byl od 2. dubna 1959 v první sedmičce formující se skupiny astronautů, později byl jmenován velitelem Mercury-Atlas 7 v rámci amerického programu Mercury. Po lékařské kontrole v roce 1962 znamenal nález srdeční arytmie stop kariéře čtvrtého plánovaného kosmonauta. Nastalo období léčení a pokračování ve výcviku, zůstával v NASA. Nejdříve se podílel na výcviku svých šťastnějších kolegů, podílel se na řídící práci k programům NASA Gemini a Apollo. Až po 10 letech, v roce 1972, byl podle lékařů zdráv a připraven letět. Protože lety k Měsíci skončily, měl jedinou šanci, program Apollo-Sojuz. A už v době prvních jednání státníků se začal učit rusky.
Platil za přímého, poctivého a hlučného kolegu. Bylo známé i jeho zaujetí pro lov.

### Let do vesmíru
Odstartoval 15. července 1975 v kosmické lodi Apollo, která zůstala nevyužitá z programu letů na Měsíc. Startoval z mysu Canaveral společně s astronauty Thomasem Staffordem a Vancem Brandem. Tentokrát se jednalo o program „EPAS“, tedy mezinárodní let Sojuz-Apollo sovětské a americké posádky. Po dvou dnech se Apollo připojilo k lodi Sojuz 19 s kosmonauty Alexejem Leonovem a Valerijem Kubasovem. Velitelem spojovacího modulu byl Slayton, přezdívaný Deke, v té době ve věku 51 roků. Trojice amerických astronautů přistála po 9 dnech letu ve své kabině s pomocí padáků na hladině Tichého oceánu.
- ASTP Apollo (15. červenec 1975 – 24. červenec 1975)

### Následovalo po letu
U NASA ještě zůstal ve funkci manažera pro lety amerických raketoplánů. Z NASA odešel 1. března 1982 a stal se ředitelem firmy Space Services Inc. of America, sídlící v Houstonu. Zemřel roku 1993 ve věku 69 let na rakovinu mozku. Posmrtně byl roku 1995 zapsán v Ohiu do National Aviation Hall of Fame (Národní letecká síň slávy).